# Al-Makkari
Abú-l-'Abbász Ahmed Al-Makkari (arabul: أبو العباس أحمد المقري), (Tlemcen, 1591? – Kairó, 1632 januárja) kora újkori Algériai történetíró.
Tilimszánban született, tanulmányait pedig Fez és Marrákes főiskoláiban végezte. Hosszabb ideig keleten is folytatott tanulmányokat, így volt Kairóban, Jeruzsálemben, Mekkában, és Damaszkuszban. Több történelmi és irodalmi művet írt a nyugati iszlám történetéről és műveltségéről. A legfontosabb alkotását a 19. században fordították angol nyelvre és adták ki 1840–1843 között The History of the Mohammedan dynasties in Spain, extracted from the Nafh-ut-tib by Ahmed ibn Mohammed al-Makkari translated and illustrated címmel. Andalúziáról írt könyvei a 20.századig a legfontosabb könyvek voltak a témáról.